# Canasvieiras
Canasvieiras es un barrio y playa ubicado al norte de la Isla Santa Catarina, en el municipio brasileño de Florianópolis, entre los distritos de Jurerê y Cachoeira do Bom Jesus. Posee vida financiera propia, con un comercio bastante diversificado. Es una de las playas más visitadas por turistas argentinos, paraguayos y uruguayos, debido al mar tranquilo y a la activa vida nocturna.

## Toponimia
Existen varias teorías sobre el origen del nombre "Canasvieiras": una de ellas hace referencia a un tal señor Vieira, que antiguamente habría poseído una plantación de caña de azúcar en la localidad. Sin embargo, una explicación mejor aceptada históricamente incluye a una especie de caña de azúcar, la "cana-viera", que era bastante cultivada en la región. La playa fue identificada como "Praia Cana Vieiras" en un mapa de 1786.

## Historia

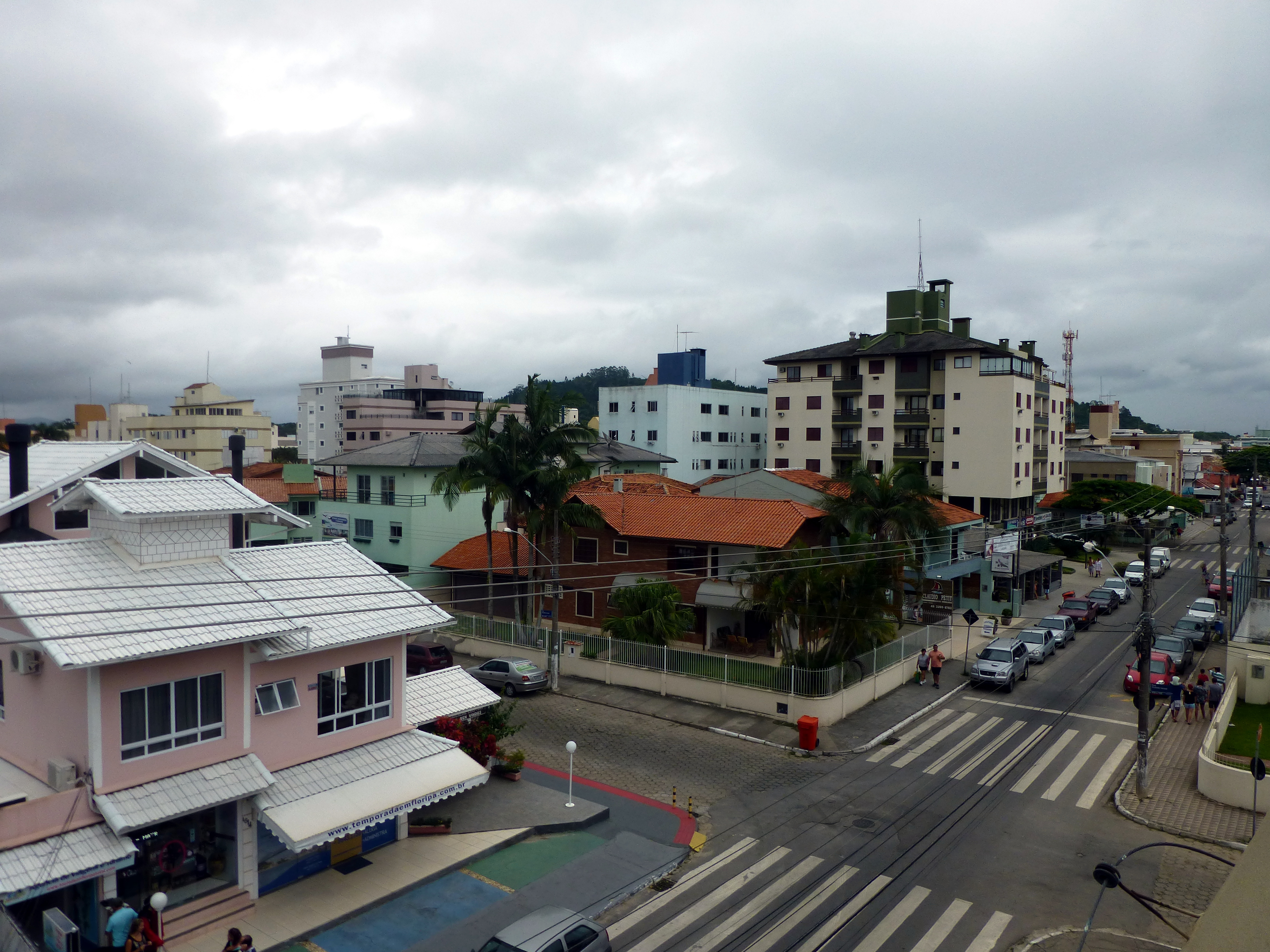
La calle María Villac, parte del centro de Canasvieiras.

La playa de Canasvieiras es el más antiguo balneario del estado de Santa Catarina. Entre 1748 y 1756, fue promovida una campaña de poblamiento, llegando a la región gran cantidad de inmigrantes azorianos.
Canasvieiras está relacionada con el histórico episodio de la invasión española a la Isla de Santa Catarina ocurrida en 1777. Allí desembarcaron los españoles los días 23 y 24 de febrero de aquel año, marchando por la playa en columna y alojándose próximo a la fortaleza de São José da Ponta Grossa, desde donde siguieron camino hasta la freguesia de São José, bajo la mirada temeraria de los pobladores, teniendo inicio un corto período, de al menos un año, en que la isla estuvo bajo el dominio de la Corona española.
En los siglos XVIII y XIX, Canasvieiras tuvo un gran desarrollo favorecido por el hecho de estar en el camino entre el fuerte São José da Ponta Grossa y el poblado de Ingleses do Rio Vermelho, además de poseer un buen fondeadero y desarrollar actividades primarias. Diversas localidades próximas, tales como Ponta das Canas, Ponta do Rapa (Lagoinha) y Cachoeira do Bom Jesus, se posicionaron como núcleos de pesca artesanal relacionados con Canasvieiras.
A partir de 1930, recibió grandes impulsos gubernamentales. En 1942, se realizó el primer trazado de la carretera SC 401, principal acceso a Canasvieiras. Inicialmente, la Praya de Canavieiras incluía la actual Cachoeira do Bom Jesus, ya que son en realidad una única playa. 
Las primeras actividades de los azorianos fueron relacionadas con la agricultura y la pecuaria. La pesca llegó después, y se convirtió en la principal actividad. Los ranchos pesqueros fueron desapareciendo a medida que Canasvieiras ganaba prestigio como balnenario turístico. A pesar de ello, aún permanecen en el lugar algunos de estos ranchos.
El uso como balneario surgió a partir del siglo XX y en poco tiempo se convirtió en uno de los principales balnearios del sur de Brasil. El mayor impulso fue dado por la Prefeitura de Florianópolis, en 1956, cuando los terrenos fueron loteados y se abrieron calles en el área.

## Balneario

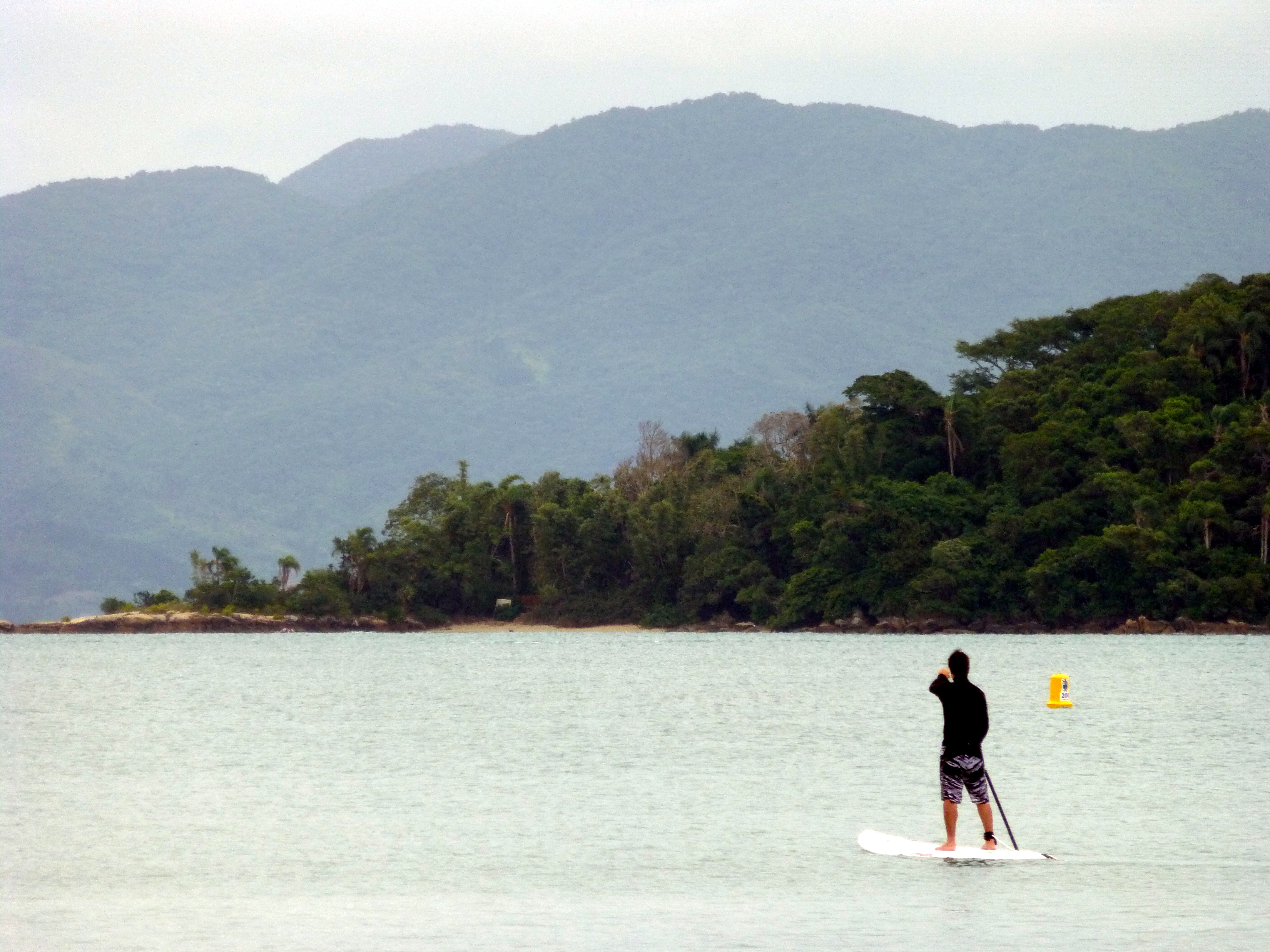
La práctica de deportes acuáticos es común en las aguas de Canasvieiras.

El mar de Canasvieiras es tranquilo y caliente, apropiado para familias con niños. Cerca de la costa hay una isla particular, la isla del Francés, a la cual es posible ir en kayak, banana boat o en lanchas alquiladas. Algunas personas llegan nadando, aunque no es tan fácil.
El centro del barrio funciona como una pequeña ciudad, contando con un puesto de salud conocido como el SUS (Sistema Único de Salud), hipermercados de atención las 24 horas, minicentro comercial, tiendas de alquiler de coches, agencias bancarias, de correo y de viajes. En el área de alimentación, Canasvieiras ofrece "braserías" o "churrasquerías", casa de pastas, pizzerías, frutos de mar, comida típica, cocina internacional, "lanchonetes", dulcerías y heladerías. 
Por ser Canasvieiras el balneario preferido por los turistas argentinos en Florianópolis, muchos de los establecimientos comerciales cuentan con empleados bilíngües (portugués - español). El hospedaje también es abundante en este balneario. El turista puede escoger quedarse hospedado en hoteles de lujo, posadas, residenciales, casas de alquiler, departamentos, entre otros.